# (6704) 1988 CJ
A (6704) 1988 CJ a Naprendszer kisbolygóövében található aszteroida. Masaru Arai és Hiroshi Mori fedezte fel 1988. február 10-én.